# Barış Özbek
Barış Özbek (ur. 14 września 1986 w Castrop-Rauxel) – niemiecki piłkarz pochodzenia tureckiego występujący na pozycji pomocnika. Od 2018 jest zawodnikiem klubu Fatih Karagümrük.

## Kariera klubowa
Barış jako junior grał w klubach Blau-Gelb Schwerin, SG Wattenscheid 09, DJK TuS Hordel oraz Rot-Weiss Essen, do którego trafił w 2003 roku. Dwa lata później został włączony do jego pierwszej drużyny, grającej w Regionallidze Nord. W barwach Rot-Weiss Essen zadebiutował 1 października 2005 w wygranym 2:1 meczu ligowym z VfL Osnabrück. W sezonie 2005/2006 rozegrał 13 ligowych spotkań, a w klasyfikacji końcowej Regionallligi Nord zajął z klubem 1. miejsce i awansował z nim do 2. Bundesligi. 6 maja 2007 w wygranym 2:0 ligowym pojedynku z SpVgg Greuther Fürth Barış strzelił pierwszą bramkę w zawodowej karierze. Na koniec sezonu 2006/2007 uplasował się z klubem na 15. pozycji w lidze i powrócił z nim do Regionalligi Nord. Wówczas odszedł z klubu.
Na zasadzie wolnego transferu trafił do tureckiego Galatasaray SK. W pierwszej lidze tureckiej zadebiutował 12 sierpnia 2007 w wygranym 4:0 meczu z Rizesporem. Od czasu debiutu Barış jest podstawowym graczem Galatasaray. Pierwszą bramkę w trakcie gry w lidze tureckiej zdobył 14 grudnia 2007 w wygranym 2:0 spotkaniu z Sivassporem. W 2008 roku zdobył z klubem mistrzostwo Turcji i Superpuchar Turcji.
W 2011 roku przeszedł do Trabzonsporu. W latach 2013–2015 grał w 1. FC Union Berlin.  W 2015 trafił do Kayserisporu, a w 2016 do MSV Duisburg. W 2018 został zawodnikiem Fatih Karagümrük.

## Kariera reprezentacyjna
Barış rozegrał 18 spotkań i zdobył 3 bramki w reprezentacji Niemiec U-21.